# Малениця (річка)
Малениця, Малинський, (русин. Малинськый) — річка  в Україні, у  Тячівському районі Закарпатської області, ліва притока Тересви (басейн Дунаю).

## Опис
Довжина річки приблизно 6 км. Формується з багатьох безіменних струмків.  

## Розташування
Бере  початок у лісовому масиві на південному заході від гірської вершини Кічери. Тече переважно на південний захід понад селом Крива і у Тересві впадає у річку Тересву, праву притоку Тиси. 